# Gầm ghì đá
Gầm ghì đá (danh pháp hai phần: Columba livia) là một loài chim thuộc Họ Bồ câu. Loài này bao gồm cả bồ câu nhà.

## Phân loại và đặt tên
Gầm ghì đá đã được mô tả đầu tiên bởi Gmelin vào năm 1789. Tên chi Columba là hình thức Latinh hóa của tiếng Hy Lạp cổ κόλυμβος (kolumbos), một thợ lặn", từ κολυμβάω (kolumbao), "bổ nhào, lao ầm ầm, bơi". Aristophanes (Birds, 304) và những người khác sử dụng κολυμβίς (kolumbis),"thợ lặn", vì chuyển động bơi của nó trong không khí. Tên riêng của loài có nguồn gốc từ tiếng Latin livor, "xanh".

### Phân loài
Có 12 phân loài được công nhận bởi Gibbs (2000);. Một số có thể được bắt nguồn từ quần thể cổ:
- C. l. livia, phân loài được chọn
- C. l. atlantis (Bannerman, 1931)
- C. l. canariensis (Bannerman, 1914)
- C. l. gymnocyclus (Gray, 1856)
- C. l. targia (Geyr von Schweppenburg, 1916)
- C. l. dakhlae (Richard Meinertzhagen, 1928)
- C. l. schimperi (Bonaparte, 1854)
- C. l. palaestinae (Zedlitz, 1912)
- C. l. gaddi (Zarodney & Looudoni, 1906)
- C. l. neglecta (Hume, 1873)
- C. l. intermedia (Strickland, 1844)
- C. l. nigricans (Buturlin, 1908)

## Mô tả

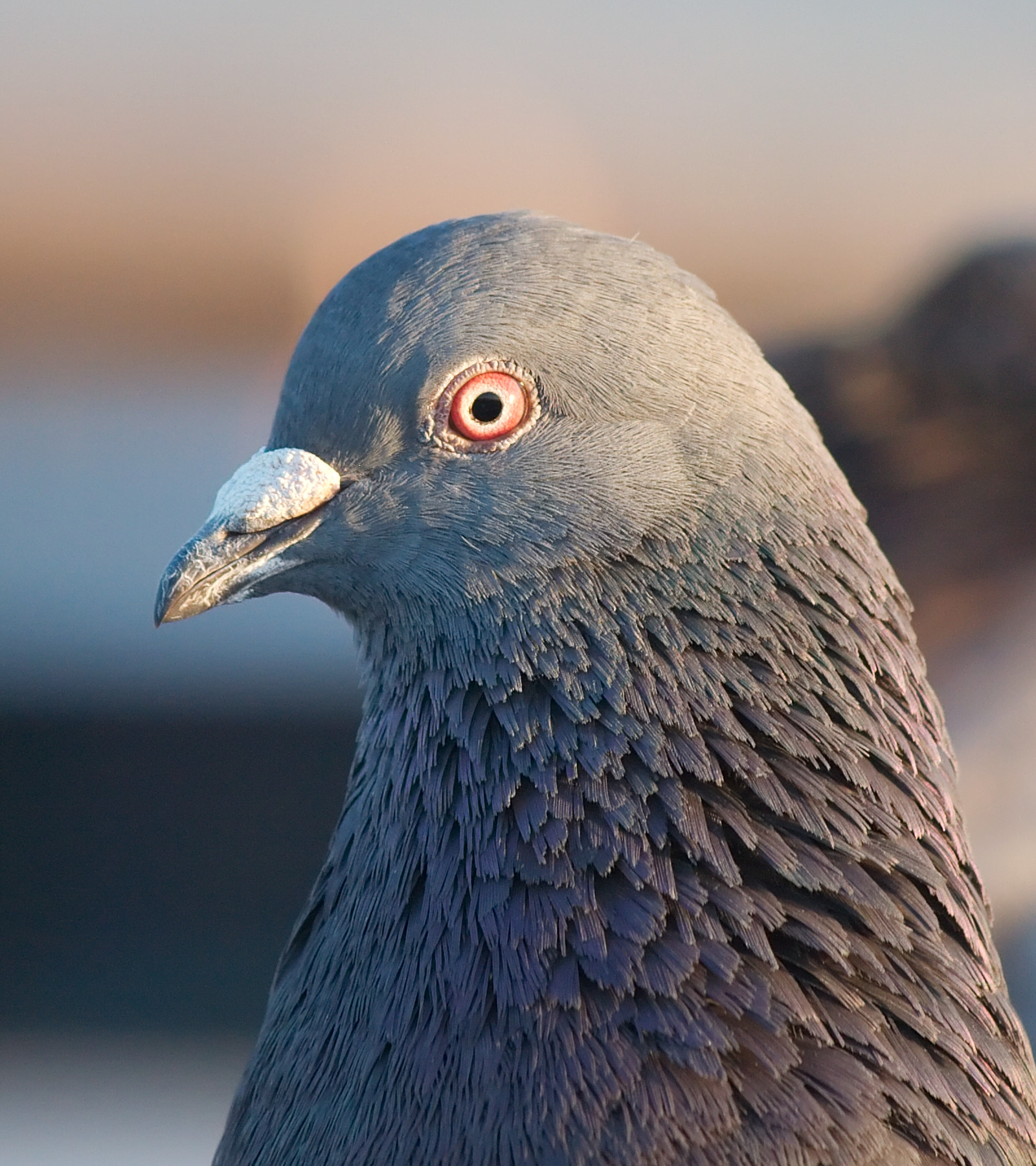
A distinctive operculum is located on top of the beak

Con trưởng thành của phân loài được chọn dài 29–37 cm (11–15 in) với sải cánh 62–72 cm (24–28 in). Gầm ghì đá hoang đã dao động từ 238 - 380 g (8,4-13,4 oz), mặc dù bồ câu thuần hóa và bán thuần hóa được cho ăn quá nhiều có thể vược qua trọng lược bình thường. Nó có đầu màu xám xanh, cổ và ngực với màu vàng, xanh lá cây bóng, và màu đỏ-tím ánh khim dọc theo cổ và cánh lông của nó. Mống mắt là màu da cam, màu đỏ hoặc vàng với một vòng trong nhạt màu, và da trần quanh mắt màu xám-xanh. Trong số đo tiêu chuẩn, cánh dài thường khoảng 22,3 cm (8,8 in), đuôi 9,5–11 cm (3,7-4,3 in), mõ khoảng 1,8 cm (0,71) và xương cổ chân là 2,6-3,5 cm (1,0-1,4 in).
Chim bồ câu ăn trên mặt đất theo đàn hoặc đơn lẻ. Chúng hót với nhau trong các tòa nhà hoặc trên tường hoặc tượng. Khi uống, hầu hết lấy từng ngụm nhỏ và nghiêng đầu về phía sau để nuốt nước. Gầm ghì đá có thể nhúng mõ vào nước và uống liên tục mà không cần phải nghiêng đầu trở lại.

## Vòng đời

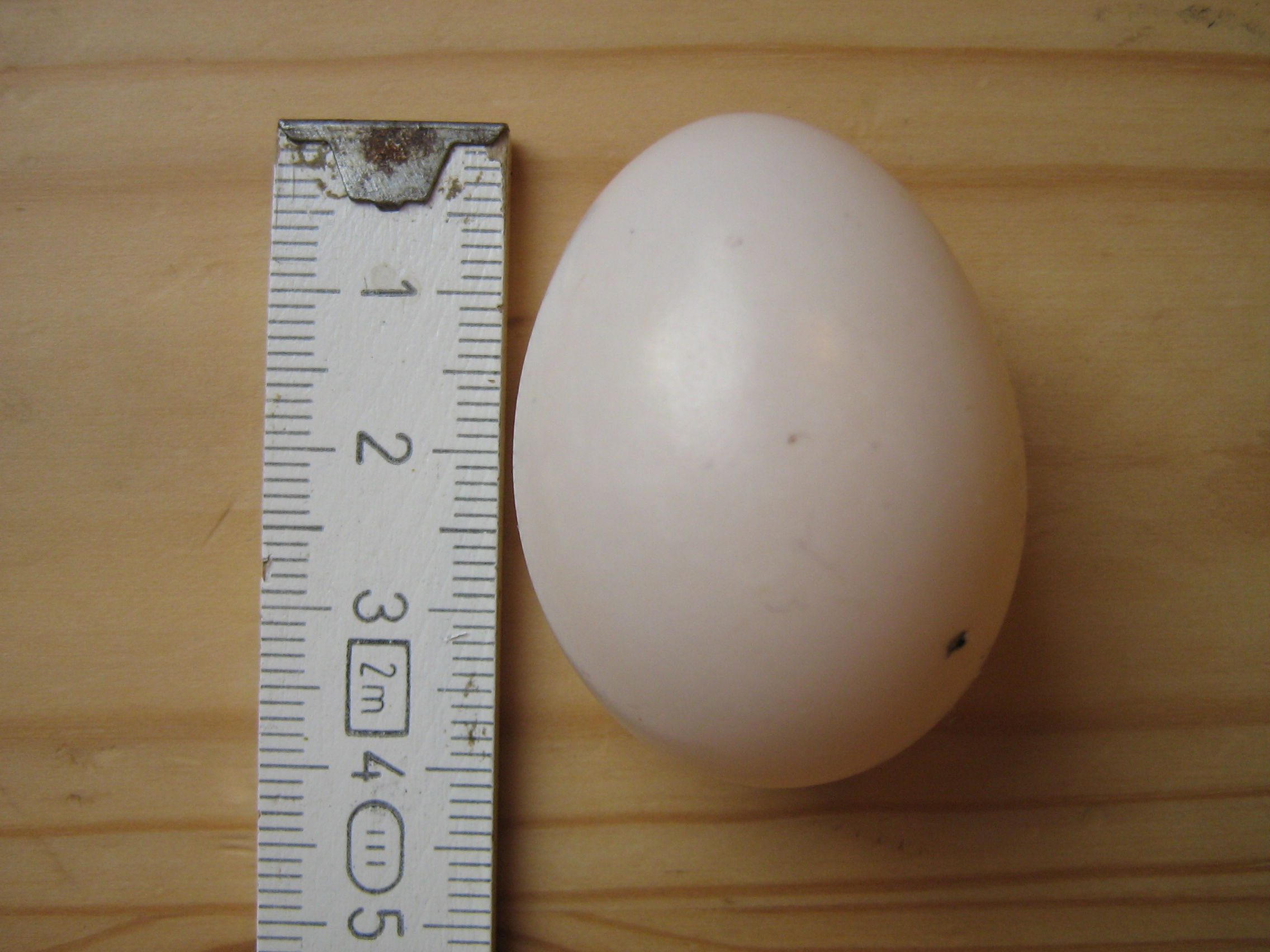
Trứng
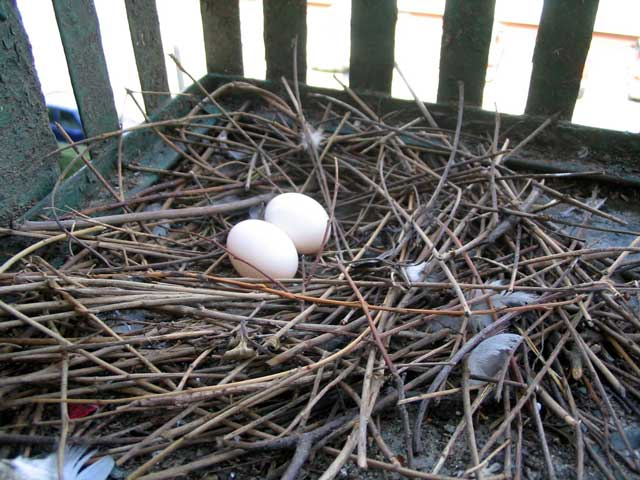
Tổ chim với hai trứng
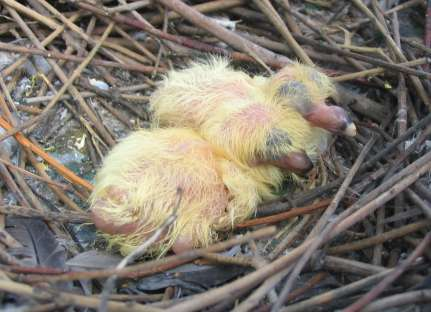
Chim non một ngày tuổi
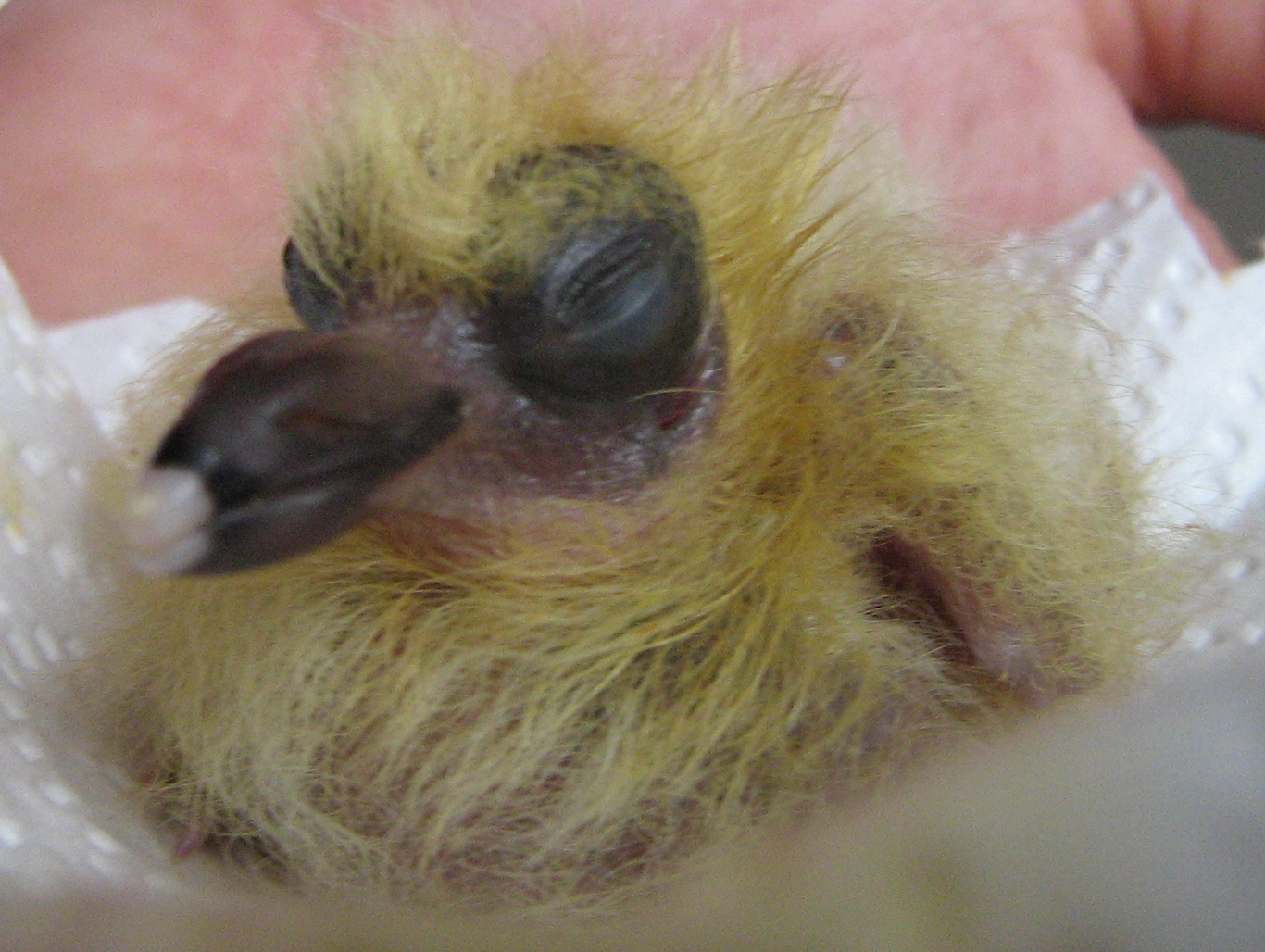
Chim non năm ngày tuổi
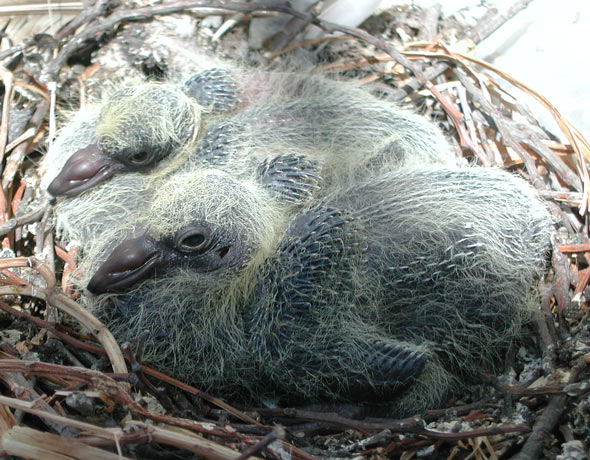
Chim non 10 ngày tuổi
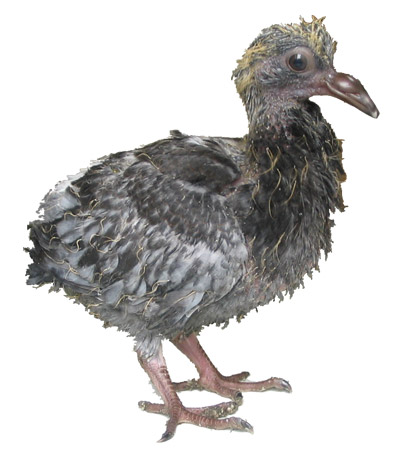
Chim non 22 ngày tuổi
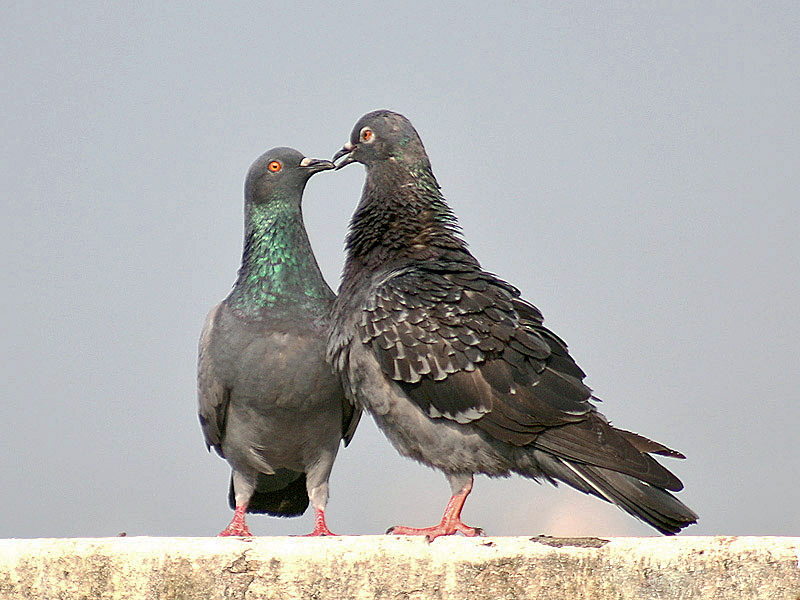
Một cặp gầm ghì đang kết đôi